# 1064年
| 千纪： | 2千纪 |
| 世纪： | 10世纪 \| 11世纪 \| 12世纪                                                                                 |
| 年代： | 1030年代 \| 1040年代 \| 1050年代 \| 1060年代 \| 1070年代 \| 1080年代 \| 1090年代                           |
| 年份： | 1059年 \| 1060年 \| 1061年 \| 1062年 \| 1063年 \| 1064年 \| 1065年 \| 1066年 \| 1067年 \| 1068年 \| 1069年 |
| 纪年： | 甲辰年（龙年）；契丹清宁十年；北宋治平元年；西夏拱化二年；大理正德三年；越南彰聖嘉慶六年；日本康平七年     |

## 大事记
- 4月27日——阿爾普·阿爾斯蘭即位塞爾柱帝國第二任蘇丹。
- 五月，宋英宗親政。
- 韓琦、歐陽修等奏請尊禮宋英宗生父濮安懿王為皇考。尊禮之事引起與王珪、司馬光、呂誨、範純仁、呂大防、賈黯等台諫大臣的不滿，爆發濮議之爭。
- 西夏遣使祭悼宋仁宗，因禮儀問題發生爭執，發兵攻略慶州，在大順城被宋軍擊敗，西夏之後逐漸處於守勢。
- 塞爾柱帝國蘇丹阿爾普·阿爾斯蘭渡過幼發拉底河，入侵東羅馬帝國治下的土耳其地區、卡帕多西亞省的首府開塞利，攻下亞美尼亞首都阿尼。

## 出生
- 呂好問，宋朝理學家
- 毛滂，北宋詞人
- 陳暘，宋朝政治人物

## 逝世
- 仲敦巴，藏传佛教噶当派创始人
- 余靖，宋仁宗时期的谏议大夫
- 耿淑仪，辽圣宗妃嫔
- 萧革，辽国官员